# Paul René Gauguin
Pour les articles homonymes, voir Gauguin (homonymie).
Ne doit pas être confondu avec Paul Gauguin.
Paul René Gauguin, né le 27 février 1911 à Copenhague (Danemark) et mort le 14 février 1976 à Malaga (Espagne), est un peintre, sculpteur et graveur norvégien.

## Biographie
Paul René Gauguin, né en 1911 à Copenhague d'une mère norvégienne, est le petit-fils de Paul Gauguin et le fils de Pola Gauguin. Il acquiert la nationalité de sa mère. Il fréquente l'école secondaire en France. Il sera embarrassé toute sa vie par la célébrité de son patronyme.
Il meurt en 1976 à Malaga.